# Triggervinger
Een triggervinger (Digitus saltans, tendovaginitis nodosa, tendovaginitis stenosans, haperende vinger, springvinger) is een aandoening van de pezen in de hand en vingers. Oorzaak is een zwelling in de pees of een vernauwing van de schede rond de pees. In beide gevallen kan de pees niet langer vrijelijk door de peesschede bewegen. Doordat de vinger maar moeilijk gestrekt kan worden omdat de pees vastloopt aan het begin van de peesschede, probeert men de vinger te strekken met iets meer kracht. De pees schiet ineens door de moeilijke ingang van de peesschede, en de vinger "schiet" ineens door in een overstrekte positie. Dit kan men vergelijken met het overhalen van de trekker (trigger) van een pistool. De trekker loopt aan, en wanneer hij zijn cruciale punt voorbij is, kan de trekker compleet ingedrukt worden. 
Vaak gaat deze aandoening met voldoende rust vanzelf over en is operatief behandelen niet nodig. Behandeling geschiedt door middel van medicatie (een cortisonpreparaat in combinatie met een verdovingsmiddel wordt ingespoten) en/of chirurgie. 
De triggervinger is een van de aandoeningen die onder de noemer CANS (Complaints of Arm Neck and/or Shoulder) valt.